# Чемпионат России по вольной борьбе 2011
Чемпионат России по вольной борьбе 2011 года проходил с 1 по 4 июля в Якутске, отборочный на чемпионат мира в Стамбуле.

## Медалисты
| Категория | Золото                            | Серебро                                | Бронза                                                         |
| --------- | --------------------------------- | -------------------------------------- | -------------------------------------------------------------- |
| До 55 кг  | Виктор Лебедев Красноярск, Якутия | Джамал Отарсултанов Московская область | Александр Богомоев Бурятия Нариман Исрапилов Дагестан          |
| До 60 кг  | Бесик Кудухов Северная Осетия     | Опан Сат Красноярск                    | Тимур Пестерев Якутия Расул Муртазалиев Дагестан               |
| До 66 кг  | Адам Батиров Дагестан             | Мавлет Батиров Дагестан                | Расул Джукаев Чечня Джалалудин Курбаналиев Дагестан            |
| До 74 кг  | Ирбек Фарниев Северная Осетия     | Аниуар Гедуев Кабардино-Балкария       | Рамазан Шамсудинов Дагестан Камал Маликов Дагестан             |
| До 84 кг  | Альберт Саритов Красноярск        | Сослан Кцоев Северная Осетия           | Анзор Уришев Кабардино-Балкария Георгий Рубаев Северная Осетия |
| До 96 кг  | Хаджимурат Гацалов Москва         | Юрий Белоновский Красноярск            | Абдусалам Гадисов Дагестан Арсланбек Алиев Дагестан            |
| До 120 кг | Бахтияр Ахмедов Дагестан          | Барсаг Кесаев Северная Осетия          | Эдуард Базров Северная Осетия Рамазан Магомедов Дагестан       |